# Bartonella
Bartonella (anteriorment coneguda com a Rochalimaea) és un gènere de bacteris gramnegatius, l'únic de la família Bartonellaceae, anomenada així en honor al metge Alberto Barton Thompson (1871-1950). Són paràsits facultatius intracel·lulars que poden infectar persones sanes, tot i que normalment són considerats patògens oportunistes. Constitueixen una font important d'endocarditis amb cultius microbiològics negatius i provoquen de vegades malalties del sistema nerviós central, com ara estat epilèptic refractari de nou inici, epilèpsia parcial contínua, mielitis transversa, empiema de l'espai epidural cerebral, encefalitis, afàsia motora cortical o vasculitis cerebral. Poden ser la causa de trastorns oculars molt diversos, com la uveïtis humana i felina, els escotomes per periflebitis segmentària bilateral recurrent, la neuroretinitis (inflamació de la retina i el nervi òptic), la coroïditis en plaques, l'oclusió de la vena retiniana central i la síndrome oculoglandular de Parinaud. També de peliosi hepatoesplènica, de bacterièmia, d'abscessos esplènics, cerebrals i hepàtics, d'abscés a la gola, d'hepatitis granulomatosa, de crioglobulinèmia secundària a una infecció de l'endocardi, de limfadenitis braquial i axil·lar suggestiva de limfoma, de limfadenopaties inguinals d'aspecte tumoral, de limfadenitis granulomatosa abscesificada intraparotídia, de glomerulonefritis ràpidament progressiva, de miositis, de sacroiliïtis piogènica o d'osteomielitis vertebral. La infecció per aquests bacteris rep el nom de bartonel·losi, una malaltia zoonòtica que afecta tant els éssers humans com animals domèstics, entre ells el gat i el gos, i salvatges. Bartonella és transmesa per artròpodes hematòfags com ara paparres, àcars, polls, puces, mosques de la sorra, xinxes del llit i mosquits. Ha estat descrit algun cas excepcional d'infecció per B. henselae desenvolupada després de la picadura de formigues del gènere Solenopsis. Aquests bacteris penetren en el seu hoste emprant tropismes específics dirigits seqüencialment cap a les cèl·lules endotelials i els eritròcits. La concurrència en un mateix hoste de diferents membres del gènere és un fet possible, encara que infreqüent. Bartonella quintana s'ha identificat en biòpsies de pell de mòmies precolombines i el seu ADN en la polpa dental de restes humanes de quatre mil anys d'antiguitat.
De totes les espècies o subespècies de Bartonella descobertes fins ara, almenys onze tenen la capacitat de causar infeccions en l'espècie humana. Bartonella bacilliformis (causant de la malaltia de Carrión), B. quintana (causant de la febre de les trinxeres) i B. henselae (causant de la malaltia per esgarrapada de gat) són les més conegudes, mentre que B. elizabethae, B. rochalimae, B. vinsonii, B. washoensis, B. grahamii, B. clarridgeiae, B. koehlerae i B. alsatica únicament s`han identificat com l'agent causal d'un baix nombre de bartonel·losis humanes.
L'angiomatosi bacil·lar és una malaltia poc comuna descrita per primera vegada l'any 1983 que afecta predominantment individus immunodeficients, en la qual apareixen lesions neoproliferatives vasculars cutànies o en els òrgans interns, a conseqüència d'una infecció per Bartonella henselae o B. quintana. Pot envair el teixit ossi i causar osteòlisi (destrucció) cortical i/o periòstica. Amb freqüència, les lesions a la pell de l'angiomatosi bacil·lar són clínicament molt semblants a les que es veuen en el sarcoma de Kaposi o en el granuloma piogènic.
La gravetat de les infeccions per Bartonella spp. es correlaciona amb l'estat immunitari de l'individu. Poden causar des d'una malaltia benigna i autolimitada a processos sistèmics aguts que posen en risc la vida. No és rar que a la pell apareguin pàpules, nòduls o plaques eritematoses; eventualment de manera aïllada i sovint presents a tot el cos. S'ha registrat algun cas inusual d'infecció per B. henselae amb simptomatologia similar a la d'una malaltia autoimmunitària i de vasculitis leucocitoblàstica derivada d'una bartonel·losi per B. quintana.
Per regla general, els pacients amb bacterièmia responen bé al tractament amb gentamicina i doxiciclina. En casos de malaltia de Carrión (anomenada també de la berruga peruana), es recomana administrar ciprofloxacina als adults i amoxicil·lina/àcid clavulànic a gestants i nens de menys de catorze anys durant la fase aguda i azitromicina durant la fase eruptiva.